# Liste der Inseln des Sabana-Camagüey-Archipels
Die Inseln des kubanischen Sabana-Camagüey-Archipels können ihrer Provinzzugehörigkeit entsprechend den Verwaltungsgebieten Matanzas, Villa Clara, Sancti Spíritus, Ciego de Ávila und Camagüey zugeordnet werden.

## Provinz Sabana
- Cayo Piedras
- Cayo Cruz del Padre
- Cayo Blanco
- Cayo Cinco Leguas
- Cayo Ingles
- Cayo Falcones
- Cayo Megano
- Cayo Blanquizal
- Cayo Sotaviento
- Cayo Verde
- Cayo Hicacal
- Cayo La Vela
- Cayos de Pajonal
- Cayo Fragoso

## Provinz Camagüey
- Cayo Frances
- Cayo Santa Maria
- Cayo Caiman Grande
- Jardines del Rey
  - Cayo Guillermo
  - Cayo Coco
  - Cayo Judas
  - Cayo Romano
  - Cayo Paredon Grande
  - Cayo Megano Grande
  - Cayo Eusebio
  - Cayo Cruz
  - Cayo Guajaba
  - Cayo Sabinal